# Дерій Олександр Вікторович
Олександр Ігорович Дерій — солдат Збройних Сил України, учасник російсько-української війни, що загинув у ході російського вторгнення в Україну в 2022 році.

## Життєпис
Олександр Дерій народився 2 червня 1992 року в Полтаві. Після закінчення 9-ти класів загальноосвітньої школи № 30 м. Полтави навчався у Полтавському професійно-технічному училищі № 23. У 2011 році почав строкову службу в складі 95-тої окремої десантно-штурмової бригади ЗСУ в місті Житомирі. Протягом року брав участь у бойових діях в АТО на сході України. З початком повномасштабного російського вторгнення в Україну був мобілізований та перебував на передовій у складі 81-ої окремої аеромобільної бригади. Олександр Дерій обіймав військову посаду стрільця-снайпера 1-го десантно-штурмового взводу в/ч А1493. Загинув під час масованого обстрілу села Малинівки поблизу міста Гуляйполя Запорізької області 6 травня 2022 року. 1-го десантно-штурмового взводу на посаді стрілець-снайпер. Чин прощання із Олександром Дерієм та загиблими співслуживцями старшим солдатом Євгенієм Горенком, солдатами Юрій Гапулою, Сергієм Коротченком, Микитою Луговим та Дмитром Рябичем, а також старшим солдатом Євгеном Цукановим й солдатом Олександром Шинкаренком відбувся 10 травня 2022 року біля Свято-Успенського кафедрального собору Полтави. Поховали загиблого 10 травня 2022 року на Затуринському кладовищі Полтави.

## Родина
У загиблого залишилися батько, два брати і наречена

## Нагороди
- Орден «За мужність» III ступеня (2022, посмертно) — за особисту мужність і самовіддані дії, виявлені у захисті державного суверенітету та територіальної цілісності України, вірність військовій присязі[7].